# Mcensk
Mcensk (rusky Мценск) je město v Orelské oblasti v Ruské federaci. Při sčítání lidu v roce 2010 měl přes třiačtyřicet tisíc obyvatel a byl tak třetím největším městem oblasti po Orlu a Livnách.

## Poloha a doprava
Mcensk leží na Zuši, pravém přítoku Oky v povodí Volhy. Od Orlu, správního střediska oblasti, je vzdálen přibližně pětapadesát kilometrů severovýchodně.
Ve městě je nádraží na hlavní železniční trati Moskva–Tula–Kursk–Bělgorod a stejná města spojuje i dálnice M2, která město míjí z jihovýchodu.

## Dějiny
První zmínka o Mcensku je v Nikonově letopisu z roku 1146, kdy Mcensk patřil do Černigovského knížectví. Pak byl v 14. a 15. století součástí Litevského velkoknížectví, než se v roce 1504 stal součástí Moskevského knížectví, pro které byl jednou z pevností na jeho jižní hranici.
Od roku 1778 je Mcensk městem.

## Kulturní odkazy
- Lady Macbeth z Mcenského újezdu (Леди Макбет Мценского уезда), novela Nikolaje Leskova uveřejněná roku 1865 se stala libretem stejnojmenné opery Dmitrije Šostakoviče (premiéra 1934) a inspirovala i další umělce.